# Inte här för att bli älskad
Inte här för att bli älskad är en fransk film, regisserad av Stéphane Brizé som hade premiär i Frankrike 12 oktober 2005 och 22 september 2006 i Sverige. Filmen utspelar sig i Paris, där de bägge huvudpersonerna Jean-Claude Delsart och Françoise "Fanfan" Rubion möts under lektioner i argentinsk tango. Den franska tangoläraren Claudia Rosenblatt har varit rådgivare för filmens tangoskildringar. Filmen innehåller också en uppvisning av det argentinska tangoparet Géraldine Rojas och Javier Rodriguez.

## Rollbesättning
- Patrick Chesnais: Jean-Claude Delsart
- Anne Consigny: Françoise "Fanfan" Rubion
- Georges Wilson: M. Delsart, Jean-Claudes far
- Lionel Abelanski: Thierry
- Cyril Couton: Jean-Yves Delsart, Jean-Claudes son
- Anne Benoît: Hélène, Jean-Claudes sekreterare
- Olivier Claverie: tangokurs-raggaren
- Hélène Alexandridis: Françoises syster
- Geneviève Mnich: Mme Rubion, Françoises mamma
- Marie-Sohna Condé: Rose Diakité
- Isabelle Brochard: vårdaren
- Stefan Wojtowicz: läkaren
- Pedro Lombardi: tangoläraren
- Pascal Praud: sportjournalist (röst)